# سارگیس سالتیکوف
سارگیس آندره‌یی سالتیکوف (ارمنی: Սարգիս Անդրեյի Սալտիկով؛  زادهٔ ۲۸ اوت ۱۹۰۵ - درگذشته ۱۹۸۳) یک متالورژیست اهل ارمنستان بود.

## زندگی‌نامه
در ۲۸ اوت [سبک قدیمی: ۱۵ اوت] ۱۹۰۵ در چالتر به دنیا آمد و از انستیتو پلی‌تکنیک دون فارغ‌التحصیل شد. وی در دانشگاه ملی پلی‌تکنیک ارمنستان فعالیت می‌کرد. روبن سالتیکوف برادر بود.  وی همچنین برنده دانشمند شایسته ارمنستان شوروی شده است. وی در ۱۹۸۳ در سن ۷۸ سالگی در جمهوری شوروی سوسیالیستی ارمنستان درگذشت.

## نگارخانه

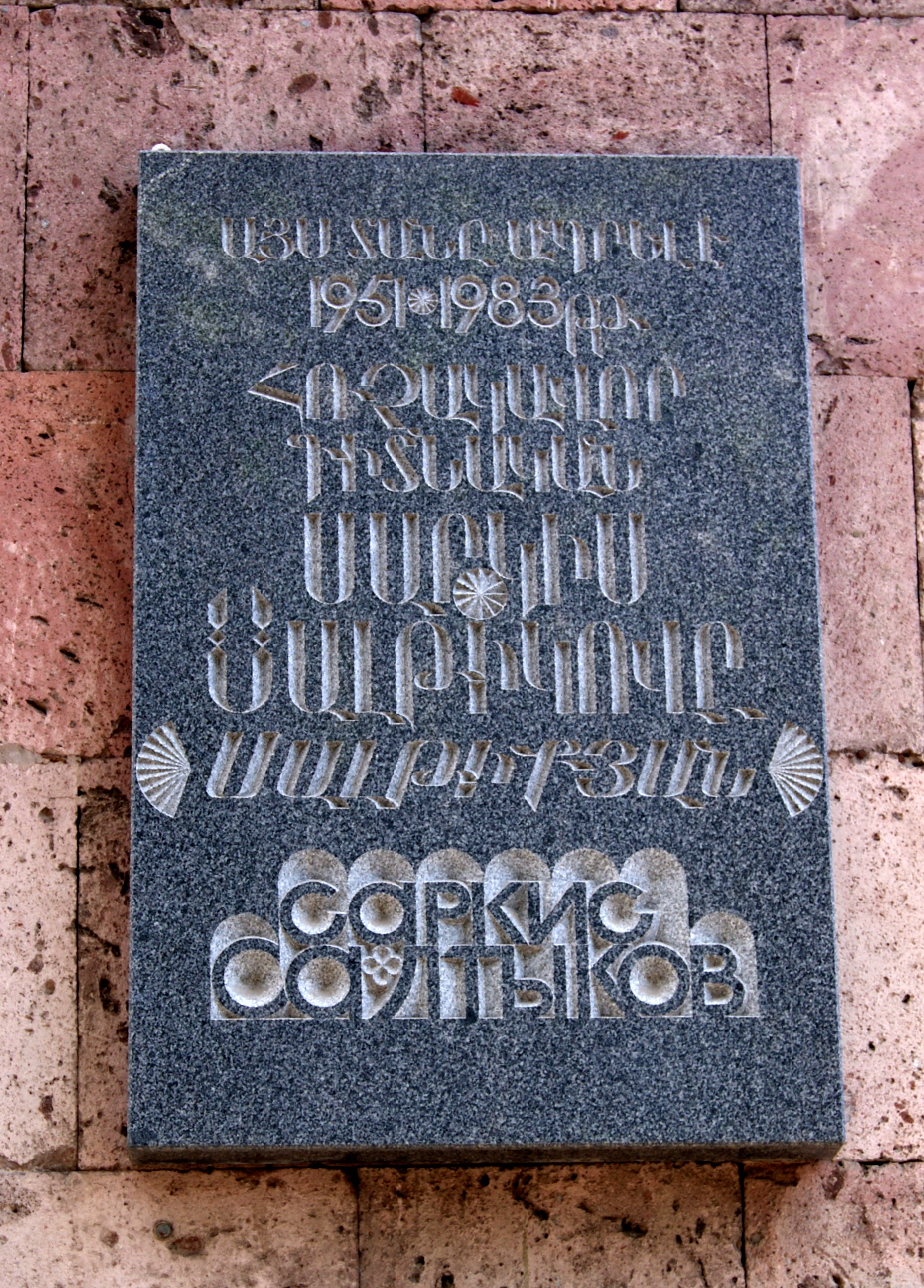
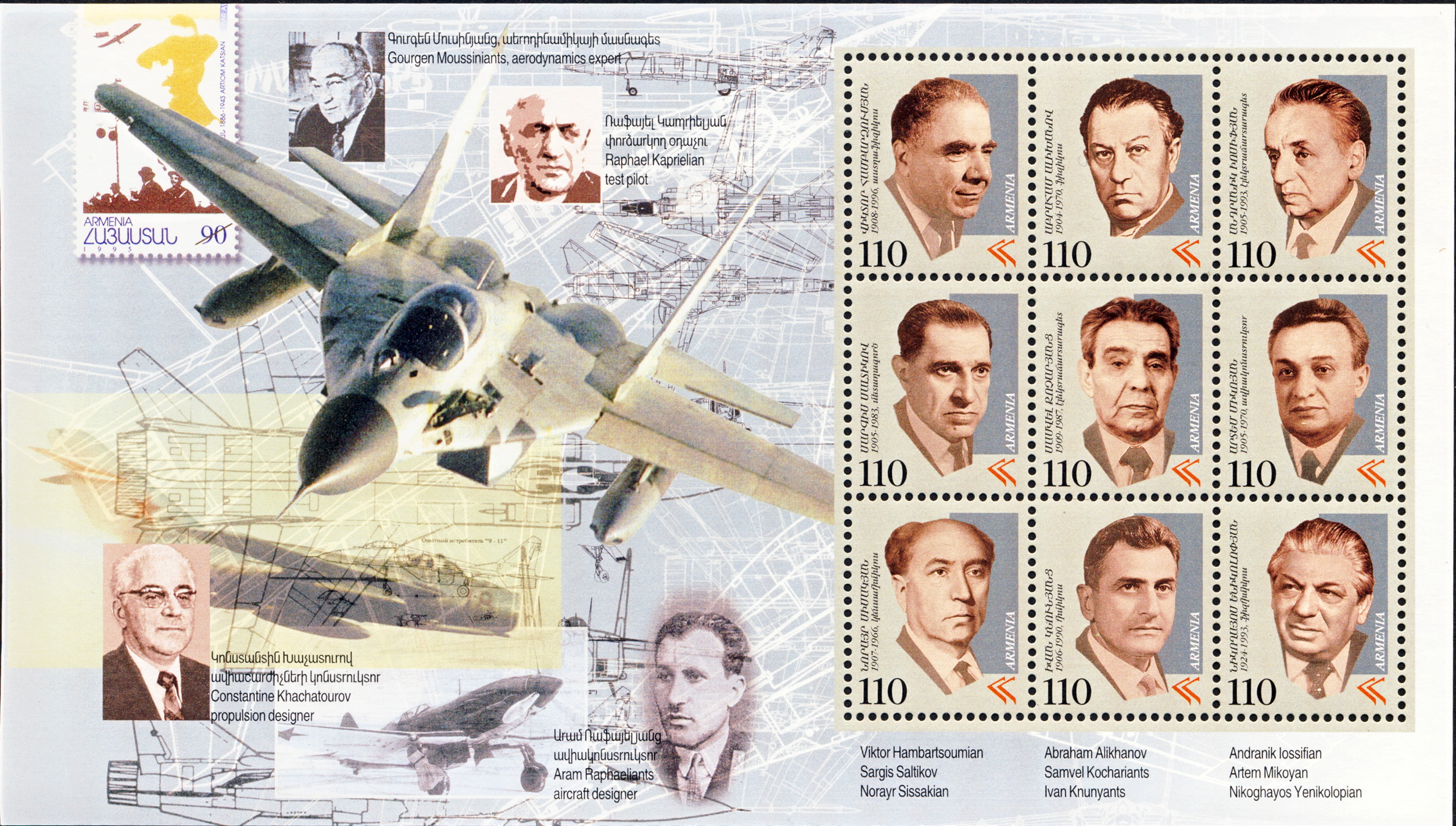

## یادداشت
1. ↑  Դոնի պոլիտեխնիկ ինստիտուտ